# Beskrivelse
En beskrivelse er en opregning af egenskaber ved det, der beskrives. En beskrivelse er en form for repræsentation. Den kan være verbal eller non-verbal, kvalitativ eller kvantitativ. En kvantitativ beskrivelse er baseret på måling. Beskrivelse er en kognitiv proces, der er beslægtet med og afhængig af perception og fortolkning. En beskrivelse af fx et maleri er forskellig fra en fortolkning eller en evaluering af maleriet, selvom de involverede processer ikke er uafhængige af hinanden.

## Professionelle beskrivelser
I Biblioteks- og informationsvidenskab taler man om dokumentbeskrivelse og om beskrivende katalogisering. Der er her udviklet særlige standarder for beskrivelse, fx International Standard Bibliographic Description. Man skelner her mellem beskrivende katalogisering/indeksering og emneindeksering.
Kunsthistorikere beskriver kunstværker. Læger beskriver sygdomme/symptomer. 

## Objektivitet og subjektivitet i beskrivelser
En beskrivelse vil altid være en funktion af såvel det beskrevne som af beskriveren. En beskrivelse kan aldrig være (helt) objektiv.  
En beskrivelse er en form for handling med en intention og baggrundsforudsætninger, der præger beskrivelsen. Beskrivelser af fx menneskets anatomi afspejler fx tidsånden og beskriverens teorier som påvist af Fleck (1935). 
I følge pragmatisk filosofi kan beskrivelser ikke være objektive, og dette er heller ikke et ideal, der bør stræbes efter. Derimod kan beskrivelser være mere eller mindre funktionelle i relation til bestemte anvendelser.